# Muirgen O'Mahony
Muirgen O'Mahony es una cantante soprano irlandesa, integrante de la agrupación musical femenina Celtic Woman

## Biografía
O'Mahony es originaria del Condado de Cork, Irlanda. Habla irlandés fluido y se ha desempeñado como actriz, cantante e instrumentalista durante casi 10 años. Estudió como soprano clásica en la Escuela de Música de Cork antes de continuar con su formación en teatro musical  en la Royal Academy of Music de Londres.
Durante los últimos años, Muirgen ha compartido escenario con variados artistas. Ha actuado en varias oportunidades como solista acompañada de la Orquesta de Conciertos RTÉ en la Sala Nacional de Conciertos de Dublín, destacando su presentación en la Gala de Víspera de Año Nuevo en 2018.
Más recientemente, como parte de las sesiones de invierno de la RTÉ, O'Mahony participó en The Musicals, un proyecto que se grabó en la RDS y fue televisado a principios de 2021, donde Muirgen estuvo acompañada por otros destacados artistas como Killian Donnelly y Susan McFadden, exintegrante de Celtic Woman.

### Celtic Woman
O'Mahony fue anunciada como nueva integrante del conjunto musical irlandés Celtic Woman el 4 de junio de 2021. Su participación fue en reemplazo de Máiréad Carlin, quien, luego de 8 años, dejó el grupo a inicios de 2021 para dedicarse a proyectos en solitario.
O'Mahony se integró directamente para participar en el nuevo proyecto del grupo: Celtic Woman: Postcards from Ireland, un álbum de estudio y especial de televisión a estrenarse en el último trimestre de 2021, así como también en la gira musical respectiva programada para 2022.

## Discografía
Con Celtic Woman
- Celtic Woman: Postcards from Ireland (2021)
- Celtic Woman: Christmas Cards from Ireland (2022)
- Celtic Woman: 20 (20th Anniversary) (2024)